# Quentin Müller
Quentin Müller est un journaliste indépendant français spécialiste de la péninsule arabique et couvrant notamment la guerre civile yéménite.

## Biographie
De 2013 à 2023, il couvre des évènements internationaux tels que les conséquences du génocide sur la société rwandaise vingt ans plus tard (en 2014), l'ouverture éphémère de l'Iran et la détente du régime après l'accord sur le nucléaire (2015-2017), la guerre en Irak contre l'État islamique (2016-2018), la montée en puissance des milices chiites et les conséquences sur la société irakienne (2019-2020) ou encore les effets du réchauffement climatique sur la Corne de l'Afrique en Somalie et au Somaliland (2022).
Il déménage au Yémen en 2021 où il travaille comme reporter pour Libération, Le Monde diplomatique et Orient XXI afin de couvrir la guerre civile yéménite. En 2023, il publie dans l'Obs « Les eaux noires de Total » ; décrivant les pollutions engendrées par l'entreprise pétrolière Total en 1996 à 2015 dans l'est du Yémen. Son investigation sera récompensée du Grand Prix du Jury Varennes. Il continue à publier de nouvelles révélations dans le magazine Marianne, au sujet des pollutions de Total. En conséquence, des avocats français s'emparent de l'affaire et plusieurs dizaines de Yéménites présumés affectés par les pollutions de la multinationale française se décident à porter plainte devant les tribunaux français. 
Le 28 mai 2023, Sylvain Mercadier et lui sont arrêtés dans leur appartement à Socotra. Ils sont interrogés puis assignés à résidence, et, le 4 juin de la même année, ils sont contraints de quitter le pays.
Fin septembre 2023 à Casablanca, la photographe Thérèse Di Campo et lui sont expulsés du Maroc alors que Quentin Müller enquête sur l'économie et les terres du pays accaparées par le roi Mohammed VI pour le magazine Marianne en tant que rédacteur en chef adjoint du service international.
En mars 2025, il quitte Marianne en raison d'une divergence de vision avec le magazine, notamment sur la « ligne à suivre » concernant Gaza.
En mai 2025, il publie L’Arbre et la tempête, Socotra, l’île oubliée.

## Publications
- Brice Andlauer et Quentin Müller (préf. François Sureau), Tarjuman : enquête sur une trahison française, Bayard, 2019, 332 p. (ISBN 978-2227495753).
- Brice Andlauer, Quentin Müller et Pierre Thyss, Traducteurs afghans : une trahison française, La Boîte à bulles, 2020, 120 p. (ISBN 9782849538210).
- Sebastien Castelier et Quentin Müller, Les esclaves de l'homme-pétrole, Les Éditions Marchialy, 2022, 300 p. (ISBN 978-2-38134-029-6).
- Quentin Müller, L’Arbre et la tempête, Socotra, l’île oubliée, Les Éditions Marchialy, 2025, 350 p. (ISBN 978-2-38134-056-2).